# 아레키파
아레키파(스페인어: Arequipa)는 페루 남부에 있는 도시이다. 인구는 749,291 명이다.
페루 남부 아레키파 주의 주도이며, 해발고도 2,380m의 고지대에 있다. 이곳은 사막에 가까운 건조한 곳이지만, 안데스산맥에서 흘러오는 물의 혜택을 받을 수 있고, 쿠스코와 해안으로 통하는 길목에 있어 예로부터 잉카 제국의 한 중심지였다. 1540년 스페인 정복자 프란시스코 피사로가 새로 건설한 곳이다. 그 후 스페인 양식의 흰 건물이 많이 들어섰다.
페루 남부의 상업, 경제, 문화의 중심지이며, 현재 페루에서 수도 리마 다음으로 큰 도시이다. 주변은 농업과 목축의 중심지이며, 특히 양의 거래가 활발하다. 다양한 공업도 이루어진다. 스페인 식민지 시대와 잉카 제국 시대의 건축물이 조화를 이룬 이곳의 역사 지구는 UNESCO가 지정한 세계문화유산으로 등록되어 있다.
이곳은 역사적으로 지진의 피해를 자주 받았는데, 특히 1868년의 지진은 그 피해가 매우 컸다. 최근에도 2001년에 대규모 지진이 일어나 70명 가량의 인명이 희생되었으며, 2008년 7월에 또다시 부근을 진앙지로 하는 지진이 일어났다. 2002년에는 대규모 반정부 시위가 발생하여 시의 기능이 마비되자 계엄령이 발동되기도 하였다.

## 기후
| 아레키파의 기후                                                 | 아레키파의 기후 | 아레키파의 기후 | 아레키파의 기후 | 아레키파의 기후 | 아레키파의 기후 | 아레키파의 기후 | 아레키파의 기후 | 아레키파의 기후 | 아레키파의 기후 | 아레키파의 기후 | 아레키파의 기후 | 아레키파의 기후 | 아레키파의 기후 |
| 월                                                              | 1월             | 2월             | 3월             | 4월             | 5월             | 6월             | 7월             | 8월             | 9월             | 10월            | 11월            | 12월            | 연간            |
| --------------------------------------------------------------- | --------------- | --------------- | --------------- | --------------- | --------------- | --------------- | --------------- | --------------- | --------------- | --------------- | --------------- | --------------- | --------------- |
| 역대 최고 기온 °C (°F)                                          | 29.5 (85.1)     | 29.7 (85.5)     | 26.6 (79.9)     | 26.4 (79.5)     | 32.0 (89.6)     | 26.2 (79.2)     | 28.0 (82.4)     | 26.8 (80.2)     | 27.0 (80.6)     | 26.1 (79.0)     | 27.8 (82.0)     | 27.2 (81.0)     | 32.0 (89.6)     |
| 일평균 최고 기온 °C (°F)                                        | 21.4 (70.5)     | 21.0 (69.8)     | 21.3 (70.3)     | 22.1 (71.8)     | 22.3 (72.1)     | 21.9 (71.4)     | 21.8 (71.2)     | 22.2 (72.0)     | 22.6 (72.7)     | 22.5 (72.5)     | 22.2 (72.0)     | 21.9 (71.4)     | 21.9 (71.4)     |
| 일일 평균 기온 °C (°F)                                          | 15.9 (60.6)     | 15.8 (60.4)     | 15.8 (60.4)     | 16.0 (60.8)     | 15.4 (59.7)     | 14.9 (58.8)     | 14.7 (58.5)     | 15.0 (59.0)     | 15.6 (60.1)     | 15.8 (60.4)     | 15.5 (59.9)     | 15.9 (60.6)     | 15.5 (59.9)     |
| 일평균 최저 기온 °C (°F)                                        | 10.2 (50.4)     | 10.4 (50.7)     | 10.1 (50.2)     | 9.6 (49.3)      | 8.4 (47.1)      | 7.7 (45.9)      | 7.3 (45.1)      | 7.8 (46.0)      | 8.6 (47.5)      | 8.9 (48.0)      | 8.8 (47.8)      | 9.7 (49.5)      | 8.9 (48.0)      |
| 역대 최저 기온 °C (°F)                                          | 0.9 (33.6)      | 0.0 (32.0)      | 0.0 (32.0)      | −2.0 (28.4)     | 0.0 (32.0)      | −1.1 (30.0)     | −3.7 (25.3)     | −0.2 (31.6)     | 0.0 (32.0)      | 0.1 (32.2)      | 0.0 (32.0)      | 2.0 (35.6)      | −3.7 (25.3)     |
| 평균 강수량 mm (인치)                                           | 27.5 (1.08)     | 39.9 (1.57)     | 20.6 (0.81)     | 0.6 (0.02)      | 0.1 (0.00)      | 0.1 (0.00)      | 0.0 (0.0)       | 1.0 (0.04)      | 0.8 (0.03)      | 0.2 (0.01)      | 1.0 (0.04)      | 4.7 (0.19)      | 96.5 (3.80)     |
| 평균 강수일수 (≥ 1.0 mm)                                        | 4.8             | 5.6             | 4.5             | 0.4             | 0.1             | 0.0             | 0.0             | 0.1             | 0.3             | 0.1             | 0.2             | 1.6             | 17.7            |
| 평균 상대 습도 (%)                                              | 52              | 59              | 58              | 48              | 41              | 45              | 44              | 43              | 42              | 39              | 39              | 43              | 46              |
| 평균 월간 일조시간                                              | 223.2           | 189.3           | 244.9           | 294.0           | 288.3           | 291.0           | 291.4           | 310.0           | 297.0           | 303.8           | 309.0           | 291.4           | 3,333.3         |
| 평균 일일 일조시간                                              | 7.2             | 6.7             | 7.9             | 9.8             | 9.3             | 9.7             | 9.4             | 10.0            | 9.9             | 9.8             | 10.3            | 9.4             | 9.1             |
| 출처 1: Météo Climat (평년값: 1991년~2020년, 극값: 1892년~현재) |                 |                 |                 |                 |                 |                 |                 |                 |                 |                 |                 |                 |                 |
| 출처 2: 미국 해양대기청, 독일 기상청                            |                 |                 |                 |                 |                 |                 |                 |                 |                 |                 |                 |                 |                 |